# Delirious (Prince)
Delirious è un singolo del cantautore statunitense Prince, pubblicato nel 1983 ed estratto dall'album 1999.

## Tracce
- 7"

1. Delirious
2. Horny Toad

## Classifiche
| Classifica (1983) | Posizione massima |
| ----------------- | ----------------- |
| Canada            | 32                |
| Nuova Zelanda     | 33                |
| Stati Uniti       | 8                 |
| Stati Uniti (R&B) | 18                |